# Via de sinalização Wnt

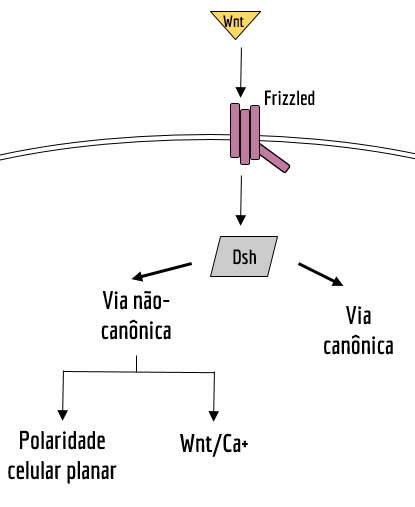
Vias de sinalização da Wnt pode ser dividida em Canônicas e não canônicas, sendo esta última subdividida em via Wnt/Ca+ e via de polaridade celular planar. Note que todos guardam os componentes Fz e Dsh em comum.

A via de sinalização da Wnt (ou Via de Wnt, Via de transdução Wnt) regula diversos fenômenos e eventos durante desenvolvimento embrionário, com a organogênese, diferenciação, polarização e migração celular -  recentemente a via da Wnt foi relacionada a renovação de células-tronco  . A via da Wnt pode ser dividida em (1) via canônica e (2) não canônica, sendo esta última subdividida nas vias Wnt/Ca+ e de Polaridade Celular Planar (PCP).
A via da Wnt é altamente conservada na história evolutiva dos Metazoa (animais) e seu estudo, graças aos avanços em técnicas moleculares, possibilitou desvendar seus importantes papéis durante o desenvolvimento embrionário. Sua desregulação pode ter graves efeitos no organismo, gerando uma séries de disfunções e patologias.

## A Wnt

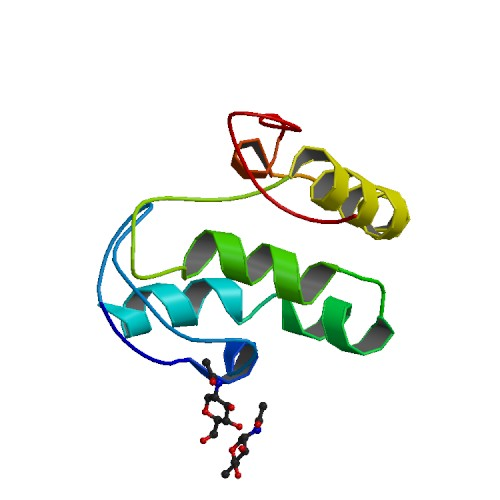
Figura 1. Esquema 3D da estrutura de Wnt (Wnt8) ligada ao receptor Fz (Frizzled 8).

As moléculas de Wnt são uma família composta por 19  glicoproteínas secretadas, agrupadas por similaridade de sequências, e não necessariamente por semelhanças em função. Wnt tem sua expressão altamente controlada, tanto temporal quanto espacialmente, assim como suas moléculas antagonistas, por exemplo, Dkk (Dickkopf) e WIF (Wnt-inhibitor protein) , que participam da regulação da via, estabelecendo gradientes de Wnt necessários ao correto desenvolvimento. 
As proteínas Wnt se ligam ao receptor Fz (Frizzled), no domínio N-terminal extracelular rico em cisteína. A família Frizzled é composta por 7 receptores em humanos, sendo todos transmembranas. Durante a ligação de Wnt à Fz co-receptores são necessários, como o LRP5/6 (Low-density lipoprotein receptor-related protein 5), necessário à via canônica.
A família de proteínas Wnt em mamíferos tem 19 genes membros, por análise filogenética se chegou que ela pode ser subdividida em 12 subfamílias . Pelo menos 12 subfamílias da Wnt estão presentes no grupo dos Cnidários, o que resulta que tais subfamílias são estavam presentes no ancestral comum compartilhado com os Bilateria, há aproximadamente 680 milhões de anos, tempo em que os genes Wnt puderam evoluir independentemente .

### Ligação da Wnt ao receptor Frizzled
Quando Wnt se liga ao seu receptor Frizzled (Fz) (Figura 1), ocorre a transdução do sinal que ativa proteína quinase Dsh (Dishevelled). A partir daqui ocorre a diferenciação entre as possíveis vias, das quais todos partem de Dsh. Ainda não se tem uma correlação entre específicas moléculas de Wnt e ativação de determinada via de wnt (veja abaixo), mas parece que os diferentes domínio da Dsh estão envolvidos em ativação específica. Dsh tem três domínios conservados: DIX, PDZ e DEP . O domínio DIX se liga a Axin, sendo essencial para via canônica da Wnt mas dispensável para não canônica. Já DEP é essencial apenas na via não-canônica e DEP tem função em ambas.

## Via canônica ou Via dependente de Wnt/Beta-Catenina

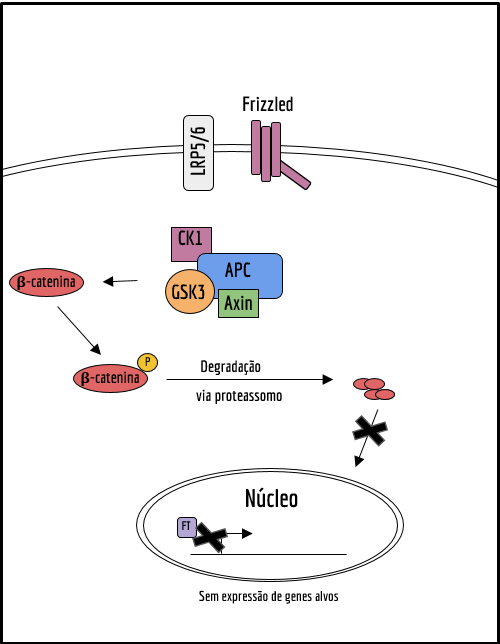
Figura 2. Em ausência de Wnt, o complexo multiproteico (Ck1, APC, Axin e GSK3) marca β-catenina para degradação via proteassoma, não havendo transcrição de genes alvos. FT: Fator de Transcrição, Os Xs indicam bloqueio de um processo.

Primeiramente identificada na mosca Drosophila, a via canônica de Wnt tem sua individualidade devido a translocação e acúmulo nuclear da proteína Beta-catenina (β-catenina). 

### Mecanismo de funcionamento - Na ausência de Wnt
Em condições de ausência de Wnt, o complexo composto pelas proteínas Axin, APC, PP2A, CK1-alfa e GSK3 realiza a fosforilação de β-catenina, que se torna ubiquitinada, marcando ela para destruição via proteassoma. 
Já em presença de Wnt, que se liga ao seu receptor Fz, ocorre a disrupção dos complexo fosforilador da  β-catenina, não a fosforilando para degradação, Figura 2.

### Mecanismo de funcionamento - Na presença de Wnt

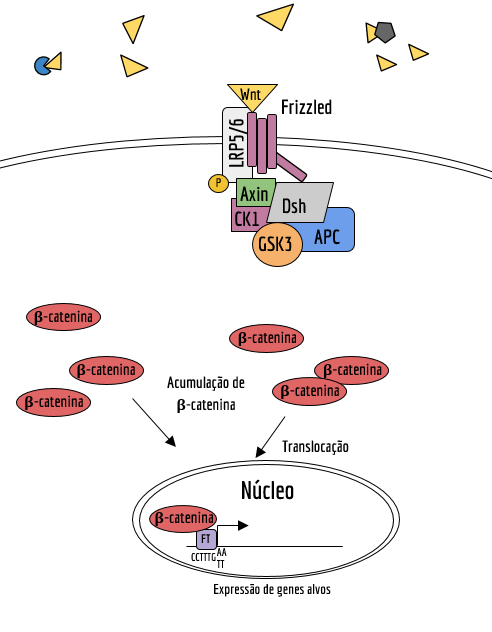
Figura 3. Na presença de moléculas Wnt ocorre a inibição do complexo multiproteico (Ck1, APC, Axin e GSK3), acumulando β-catenina que se transloca ao núcleo para ativar transcrição de genes alvos.
Note (i) que a sequência de ligação do fator de transcrição Tcl/Lef é mostrada e (ii) são representados moléculas ligadas a Wnt, simbolizando seus inibidores.

Com a ligação Wtn-Fz, CK1-alfa e GSK3 fosforilam o co-receptor LRP5/6 (mas não marcando este para degradação) que se liga à Axin, através de sua translocação pela membrana celular. Essa ligação de alguma forma, ainda não conhecida, leva a ativação de Dsh que agora promove inibição da enzima GSK3 e eventos que estabilizam β-catenina no citoplasma, que agora pode se translocar ao núcleo - por mecanismos ainda pouco conhecido, mas como não possui nenhum sinal de localização nuclear (NLS, do inglês Nuclear Localization Signal), seu deslocamento deve ser realizado mecanismo de transporte nuclear, como via importinas, Figura 3. 

#### Ação de β-catenina no núcleo
No núcleo, β-catenina age como coativador transcricional à diversos genes, liberando a repressão causada por outras proteínas (Groucho e/ou histona deacetilase)  sobre determinados fatores de transcrição, como exemplos temos os fatores de transcrição da família Tcf/Lef (T cell-specific transcription factor/lymphoid enhancer-binding factor 1), que têm como alvos genes envolvidos na embriogênese, Siamois e Twin. Algo que nos ajudar a compreender as diversas respostas que a ativação da via da Wnt tem em diferentes células e tecidos é sua complexa rede de interações nucleares que β-catenina ligada a fatores de transcrição participa. Por exemplo, ao complexo Tcf/Lef-β-catenina se ligam outros fatores, como Legless (Lgs) e Pygopus (Pygo) , formando um verdadeiro complexo multiproteico nuclear que a depender dos seus componentes pode ter como alvos diferentes conjuntos de genes, gerando diferentes respostas e sendo de vital importância em processos do desenvolvimento embrionário  (ver "Participação no Desenvolvimento Embrionário").

### Participação no desenvolvimento embrionário
A via canônica da Wnt é mais bem estudade e com seu mecanismos e atuações elucidados. Ela participa de uma gama de processos do desenvolvimento embrionário como migração e diferenciação celular, bem como na organogênese.
- Formação do Organizador de Spemann em Xenopus
  - Em Xenopus, após a fertilização ocorre a rotação cortical que concentra fatores dorsalizantes na futura região dorsal do embrião. Entre tais fatores estão componentes da Via de Wnt, como a proteína Dsh, que leva a estabilização de β-catenina e permitindo a formação do Organizador de Spemann, passo imprescindível no desenvolvimento embrionário da espécie que gerará o eixo axial - pela adição de RNA ativadores (Dsh,  β-catenina ou inibidores de GSK3) da vida da Wnt na região ventral foi possível observar a formação de um segundo eixo dorsal axial [7].

- Desenvolvimento neural e da região cefálica anterior do embrião em Xenopus
  - Durante a gastrulação a região organizadora secreta inúmeros inibidores de Wnt, incluindo WIF e Dickkopf, gerando um gradiente decrescente de β-catenina nuclear em direção a região anterior. Tal gradiente permite a diferenciação celular da região cefálica do organismo.

- Gastrulação em camundongos
  - Mutantes sem Wnt3não prosseguem a tal evento embrionário, nem a formação da linha primitiva. Assim, sabe-se que a vida da Wnt é necessária a gastrulação de camundongos[8].

- Diferenciação da ICM em camundongos
  - Em camundongos a sinalização da via da Wnt é necessária para manter as células da massa interna (ICM, do inglês Inner cell mass)[8] células que geraram o embrião em si, indiferenciadas durante o período de implantação do embrião no útero.

## Via não canônica
Estão agrupados aqui duas vias, via Wtn/Ca+ e via de Polariade Celular Planar. Nestas não ocorre acumulo da molécula de β-catenina não ocorre.  Apesar guarda muitos componentes em comum com a via canônica, como ter receptores Fz e a molécula citoplasmática Dsh, os resultados de sua ativação são completamente diferentes, quando não o oposto (ver via Wnt/Ca+)

### Via de Polaridade Celular Planar (PCP)

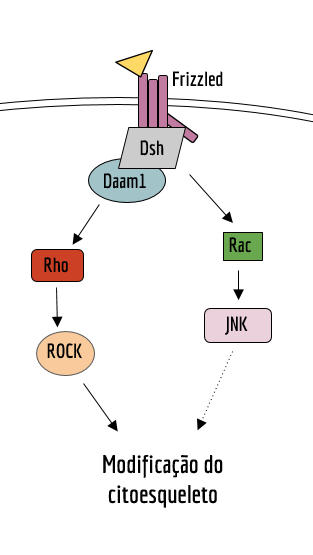
Figura 4. Nesta via não canônica da Wnt resulta na alteração da expressão gênica de fatores que alteram o citoesqueleto celular, regulando eventos de migração e polaridade das células.A seta pontilhada denota um parte da via que ainda pouco se conhece.

Essa via foi descoberta devido a mutantes de Drosophila, viu-se que em animais que o receptor Fz ou a molécula Dsh estava mutado havida uma desorganização de estruturas epiteliais, como cerdas e pelos, nas asas e tórax. Essa via atua principalmente na regulação do citoesqueleto, que impacta a migração e polarização celular, daí seu nome como via de polaridade celular planar (PCP). Alguns ligantes como Wnt4, Wnt5 e Wnt11 levam ao desencadeamento da vida, contudo, em Drosophila não se conhece nenhuma molécula de Wnt que leve a ativação da vida. Além disso, na PCP não há participação do co-receptor LRP5/6, mas acredita-se que possam haver outros que participem - alguns candidatos são, NPH1 e Ryk.

#### Mecanismo de funcionamento
Após ativação do receptor Fz, o sinal ativa a moléculas Dsh, que pelos seus domínios PDZ e DEP ativa duas diferentes rotas de sinalização, a primeira, com ativação da Rho GTPases e a segunda, com ativação da Rac GTPase.
Na primeira via, ocorre a ligação de Daam1 (dishevelled-associated activator of morphogenesis 1) a Dsh, complexo ativador de Rho. Rho, por sua vez, ativa ROCK (Rho-associated kinase) e miosina que gera modificações na polimerização de actina e no citoesqueleto celular como um todo .
Já a segunda via é independente de Daam1, Rac ativado leva a estimulação de moléculas JNK. A partir desta etapa pouco ainda se sabe os passos e componentes que participam no resultado de modificação do citoesqueleto, Figura 4.. Essas duas via operam alterando a transcrição genética e parecem ser opostas, mas como tal regulação é feita ainda é pouco compreendida.

#### Participação no desenvolvimento embrionário
Assim como as demais vias da Wnt, a via PCP atua em diversos eventos de desenvolvimento, como a migração celular, extensão convergente e fechamento do tubo neural . 
- Extensão convergente na gastrulação de Xenopus
  - O Processo de extensão convergente das células da mesoderme dorsal durante a gastrulação de Xenopus parece ter como características o o acúmulo de Dsh na membrana celular [11] (diferente do que se observa na via canônica na qual Dsh se apresenta acumulado no citoplasma).

### Via Wnt/Ca+

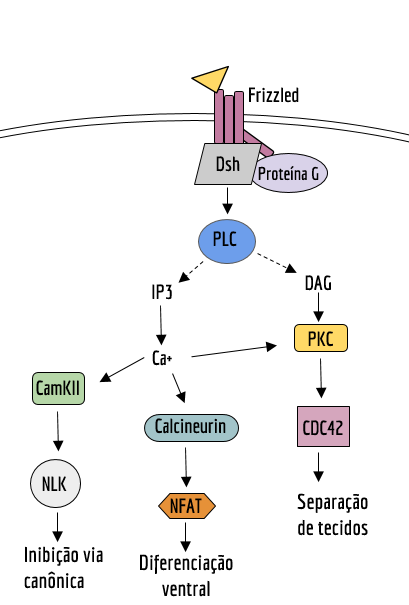
Figura 5. Nesta via não canônica da Wnt o receptor Fz é dependente de proteína G e sua ativação tem como consequência a liberação de Ca+ do Retículo Endoplasmático, com ativação de proteínas dependente de cálcio.

Essa via não canônica da Wnt reglula a liberação de cálcio (Ca+) do retículo endoplasmático (RE) para o citoplasma celular e funciona por receptores Fz dependente de proteína G. Cálcio é um importante elemento ativador de diversas proteínas dependente de Ca+, como PCK (do inglês, protein kinase C) e CamKII (calcium/calmodulin-dependent kinase II). . 

##### Mecanismo de funcionamento
Após a transdução do sinal para Dsh, essa ativa a enzima Fosfolipases C (PLC, em inglês Phospholypase C), que via os segundos mensageiros IP3 (Inositol Trifosfato) e DAG (Diacilglicero) leva a liberação de cálcio intracelular pelo RE. A alta concentração de cálcio citoplasmático ativa as proteínas CamKII, PCK e Calcineurin que em última instância ativarão fatores de transcrição alterando o padrão de expressão gênica e desencadeando mudanças na fisiologia celular que são essenciais ao desenvolvimento embrionário (ver "Participação no Desenvolvimento Embrionário").

#### Participação no Desenvolvimento Embrionário
A via Wnt/Ca+ atua regulando vários processos durante o desenvolvimento embrionário, tais como a diferenciação das células da região ventral, inibição da formação do eixo dorsal-axial e durante a gastrulação, separação e migração celular, assim como a extensão convergente das células da mesoderme dorsal.
- Inibição da formação do eixo dorsal-axial
  - A liberação de Ca+ ativa CamKII que leva a inibição da ação da via canônica da Wnt, pela inibição da complexo B-catenina-Tcf/Let[2].. Tal fenômeno é mediado pela proteína NLK (Nem-like kinase, do inglês) que é ativada por CamKII. Mas Wnt5a, Wnt11 e o receptor RFz-2 (rat Fz-2) participam comprovadamente da liberação de cálcio intracelular e sem afetar a vida canônica (Figura 5).

- Diferenciação das células ventrais em Xenopus
  - Em Xenopus, a liberação de Ca+ intracelular provoca ativação da proteína Calcineurin, que por sua vez ativa o fator de transcrição NFAT, regulando a diferenciação das células na região ventral do embrião.

- Regulação de separação tecidual e migração durante a gastrulação
  - A liberação de Cálcio leva a ativação da proteína PKC que ativa a GTPases CDC42, essa regula o processo de separação/migração celular na gastrulação.

- Extensão convergente durante a gastrulação em Xenopus
  - A a inibição da liberação de Ca+ em embriões de Xenopus bloqueia os movimentos de extensão convergente. A superexpressão de CamKII também provoca o mesmo efeito. Desses achados conlui-se que a via Wnt/Ca+ também tem papel importante neste processo (assim como a Via CPC).

## Implicações clínicas
Como a via da Wnt é de extrema importância na regulação de vários processos no desenvolvimento embrionário, sua desregulação pode gerar uma imensa gama de patologia, como o câncer de mama e a doença de Espinha bífida .